# Paradoxul Soarelui slab timpuriu
Paradoxul sau problema Soarelui tânăr slab enunță o aparentă discrepanță legată de prezența apei lichide în perioada geologică timpurie a Pământului și predicții astrofizice conform cărora activitatea soarelui timpuriu era 70 % din activitatea actuală. Problema a fost ridicată de astronomii Carl Sagan și George Mullen în 1972. Diverse soluții au fost propuse pentru a explica acest paradox, printre care efectul de seră, influențe astrofizice, modificări la nivelul albedoului, sau o combinație in diverse proporții intre aceste fenomene.

## Intensitatea solară timpurie
În perioada timpurie a istoriei Pământului, intensitatea Soarelui era doar 70 % din cea contemporană. Un astfel de nivel pentru condițiile de atunci ar fi fost insuficient pentru a menține un ocean în stare lichidă. Astronomii Carl Sagan și George Mullen au remarcat în 1972 că acest fapt contravine dovezilor de natură geologică.
Conform Modelului standard solar, stele asemănătoare Soarelui ar trebui să-și crească gradual producția de energie pe măsură ce își petrec viața în cadrul secvenței principale stelare, pe măsură ce epuizarea combustibilului fuzionabil crește rata de producție de energie prin compresie gravitațională. Totuși, luminozitatea solară de acum 4 miliarde de ani, având în vedere o concentrație a gazelor de seră din ziua de azi, apa în stare lichidă de la suprafață ar îngheța. Totuși, istoricul geologic de temperatură al Pământului (cu excepția glaciațiunii huroniene de acum 2,4–2,1 miliarde de ani) arată o suprafață caldă în mod continuu începând cu perioadele timpurii. Sedimente asociate apei lichide au fost găsite în straturi ce datează încă de acum 3,8 miliarde de ani. Indicii ale prezenței vieții timpurii au fost găsite în roci formate acum 3,5 miliarde de ani, iar izotopia de bază a carbonului este era practic aceeași cu cea din zilele de azi. În afară de Huronian nu s-au constatat glaciațiuni în perioada de dinainte de acum un miliard de ani.

## Ipoteza efectului de seră
Este posibil ca în perioadele timpurii, atmosfera Pământului să fi conținut un nivel crescut de gaze de seră. Concentrația dioxidului de carbon ar fi putut avea o presiune parțială de până la 1000 kPa (10 bar) deoarece încă nu exista fotosinteza bacterială care să reducă gazul la carbon și oxigen. Metanul, un gaz de seră foarte eficient, reacționează cu oxigenul pentru a produce dioxid de carbon și vapori de apă, ar fi putut avea o concentrație mult mai mare, cu o rată de amestec de 10−4 (100 părți per milion volumetric).
În urma unui studiu geologic al izotopilor de sulf din 2009, un grup de cercetători, printre care și Yuichiro Ueno de la Universitatea Tokyo a propus prezența oxisulfurii de carbon (OCS) în atmosfera arheozoică. Oxisulfura de carbon este un gaz de seră eficient care ar fi putut contribui suplimentar la efectul de seră pentru a preveni înghețul apei la suprafața terestră.
În urma analizei izotopilor de azot și argon în incluziuni fluide încastrate în cuarț hidrotermal de acum 3,5 miliarde de ani, o lucrare științifică din 2013 a concluzionat faptul că „diazotul nu a jucat un rol important în bilanțul termic al Pământului timpuriu și că presiunea parțială a CO2 era probabil sub 0,7 bar”. Burgess, unul din autori, constată: „Cantitatea de azot din atmosferă era insuficientă pentru a amplifica efectul de seră al dioxidului de carbon suficient pentru a încălzi planeta. Totuși. rezultatele noastre arată o posibilă presiune parțială a dioxidului de carbon mai mare decât cea așteptată — contrar estimărilor rezultate din analiza solurilor fosilizate — și ar fi putut fi suficient de ridicată pentru a contracara efectele Soarelui slab timpuriu, dar care necesită o investigație mai amănunțită”
În urma agregării inițiale a continentelor după aproximativ un miliard de ani, geo-botanistul Heinrich Walter și alții au propus o variantă non-biologică a ciclului carbonului care ar fi putut oferi un efect de feedback invers pentru temperatură. dioxidul de carbon din atmosferă se dizolvă în apă în stare lichidă și se combină cu ioni metalici rezultați din eroziune pentru a produce carbonați. În perioade glaciare acest ciclu este oprit. Emisii de carbon de origine vulcanică repornesc ciclul de încălzire datorită efectului de seră.
Conform ipotezei „Pământului ca bulgăre de zăpadă”, ar fi putut exista mai multe perioade în trecut când oceanele Pământului au înghețat complet. Cea mai recentă perioadă ar fi fost acum 630 de milioane de ani. După aceasta a urmat explozia Cambriană, perioadă în care au apărut noi forme de viață multicelulare.
Analiza sedimentelor din epoca arheozoică pare să contravină ipotezei concentrației crescute a gazelor de seră. O altă explicație a temperaturilor moderate poate fi albedoul scăzut al suprafeței terestre în urma unei suprafețe continentale reduse și a lipsei „nucleelor de condensație de sorginte biologică pentru nori”. Aceasta ar fi dus la un nivel mai mare de energie solară absorbită, care ar fi putut compensa nivelul scăzut de producție solară.

## Căldura radiogenică crescută

Căldura radiogenică rezultată din dezintegrarea a 5 izotopi care afectează bilanțul de căldură internă al Pământului în timp. În trecut, contribuția ^{40}K și ^{235}U era mult mai mare ca în prezent, și prin urmare la fel și căldura geotermală.

În trecut, căldura geotermală rezultată din dezintegrări radioactive al izotopilor potasiu-40, uraniu-235 și uraniu-238 era mult mai mare ca în prezent. Proporția izotopică dintre U-238 și U-235 era crescută în favoarea U-235, aproximativ echivalent cu uraniul slab îmbogățit din prezent. Prin urmare, zăcăminte de uraniu natural din acea perioadă ar fi putut susține reactoare de fisiune naturale, fiind necesară doar apa ușoară ca moderator neutronic. Explicarea paradoxului prin factori geotermali trebuie să ia în considerare atât căldura rezultată din dezintegrarea radioactivă, cât și posibila fisiune din cadrul reactoarelor naturale.

## Încălzire mareică crescută
Luna era mult mai aproape de Pământ acum câteva miliarde de ani, și e posibil să fi contribuit mult mai mult prin încălzirea mareică la bilanțul geotermal al Pământului.

## Alternative

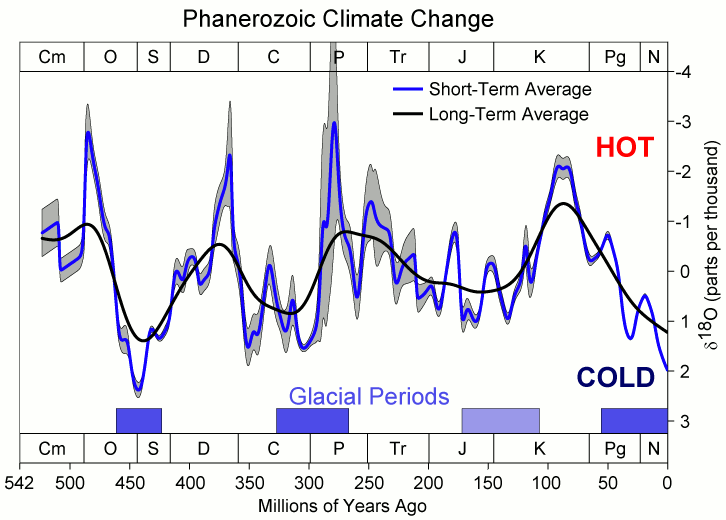
Evoluția climatului din Fanerozoic

Un punct de vedere minoritar propus de fizicianul israelo-american Nir Shaviv, consideră influențele climatologice ale vântului solar, împreună cu ipoteza fizicianului danez Henrik Svensmark asupra unui efect de răcire cauzat de razele cosmice. Shaviv propune că Soarele timpuriu avea un vânt solar mult mai puternic care ar fi produs un efect de protecție împotriva razelor cosmice. Pentru acea perioadă ar fi fost suficient și un efect de seră moderat (comparabil cu cel contemporan) pentru a explica un Pâmânt neînghețat. Dovezi asupra Soarelui timpuriu mai activ au fost găsite în meteoriți
Minimul de temperatură de acum 2,4 miliarde de ani este conform cu variațiile razelor cosmice rezultate în urma unei rate de formare de stele variabile din galaxia Calea Lactee. Vântul solar mai redus rezultat din evoluția Soarelui ar fi crescut influența fluxului de raze cosmice (CRF) asupra Pământului, care, conform ipotezei, indică spre o relație de cauzalitate cu privire la variațiile climatice.
Un model alternativ al evoluției solare ar putea explica paradoxul Soarelui slab timpuriu. În acest model, Soarele timpuriu ar fi trecut printr-o perioadă de vânt solar mai intens. Aceasta a cauzat o scădere a masei solare de aproximativ 5-10% din totalul masei solare, ceea ce ar fi dus la un nivel mai constant de luminozitate. Soarele timpuriu era mai masiv și prin urmare mai luminos, iar Soarele târziu mai puțin masiv, dar cu o mai mare presiune gravitațională rezultată din epuizarea parțială a combustibilului fuzionabil. Pentru a explica condițiile calde din epoca arheozoică, această pierdere de masă ar fi trebui să fi avut loc într-un interval de un miliard de ani. Dar studiul implantației de ioni din meteoriți și mostre lunare arată că fluxul crescut de vânt solar a durat doar aproximativ 100 milioane de ani. Observații ale tinerei stele π1 Ursae Majoris, care se aseamănă cu Soarele, se potrivesc cu această rată de scădere a vântului solar, care sugerează că pierderea de masă solară nu poate explica de una singură paradoxul.